# Мелендес, Хулио
Ху́лио Гилье́рмо Меле́ндес Кальдеро́н (исп. Julio Guillermo Meléndez Calderón; род. 11 апреля 1942, Лима, Перу) — перуанский футболист, центральный защитник. Победитель Кубка Америки 1975 года. Один из лучших центральных защитников Южной Америки в истории.

## Карьера

### Клубная
В 1968 году Хулио Мелендес перешёл из скромного перуанского клуба «Дефенсор Арика» в состав лидера аргентинского футбола «Бока Хуниорс». Именно четыре года проведённые в Аргентине стали лучшими в карьере Мелендеса. За это время он дважды стал чемпионом Аргентины и выиграл национальный кубок. Благодаря своим выступлениям за «Боку» Мелендес попал в символическую сборную составленную из лучших игроков аргентинского суперклуба XX века.

#### Статистика выступлений за «Бока Хуниорс»
| Клуб         | Сезон | Метрополитано | Метрополитано | Насьональ | Насьональ | Кубок Аргентины | Кубок Аргентины | Кубок Либертадорес | Кубок Либертадорес | Итого | Итого |
| Клуб         | Сезон | Игры          | Голы          | Игры      | Голы      | Игры            | Голы            | Игры               | Голы               | Игры  | Голы  |
| ------------ | ----- | ------------- | ------------- | --------- | --------- | --------------- | --------------- | ------------------ | ------------------ | ----- | ----- |
| Бока Хуниорс | 1968  | 19            | 0             | 14        | 0         | 0               | 0               | 0                  | 0                  | 33    | 0     |
| Бока Хуниорс | 1969  | 20            | 0             | 16        | 0         | 10              | 0               | 0                  | 0                  | 46    | 0     |
| Бока Хуниорс | 1970  | 0             | 0             | 20        | 0         | 0               | 0               | 4                  | 0                  | 24    | 0     |
| Бока Хуниорс | 1971  | 30            | 0             | 10        | 0         | 0               | 0               | 4                  | 0                  | 44    | 0     |
| Бока Хуниорс | 1972  | 7             | 0             | 0         | 0         | 0               | 0               | 0                  | 0                  | 7     | 0     |
| Бока Хуниорс | Всего | 76            | 0             | 60        | 0         | 10              | 0               | 8                  | 0                  | 154   | 0     |

### В сборной
Хулио Мелендес дебютировал в составе сборной Перу 15 апреля 1965 года. В 1970 году Хулио Мелендес являвшийся на тот момент основным игроком «Бока Хуниорс» не попал в заявку своей сборной на чемпионат мира лишь потому что являлся легионером. В 1975 году Мелендес принял участие в победном для его сборной Кубке Америки, этот турнир так и остался единственным крупным в жизни Мелендеса. Своё последнее выступление за сборную Мелендес провёл в отборочном матче чемпионата мира 1978 года против сборной Боливии 17 июля 1977 года, тот матч перуанцы выиграли со счётом 5:0. Всего же за сборную Хулио Мелендес сыграл 35 официальных матчей.

## Достижения

### Командные
Сборная Перу
- Победитель Кубка Америки: 1975

 «Дефенсор Арика»
- Бронзовый призёр чемпионата Перу: 1965

 «Бока Хуниорс»
- Чемпион Аргентины (2): 1969Н, 1970Н
- Обладатель Кубка Аргентины: 1969

 «Хуан Аурич»
- Бронзовый призёр чемпионата Перу: 1976